# Enamorado por primera vez
«Enamorado por primera vez» es es título de una canción interpretada por el cantautor español Enrique Iglesias, tomado de su segundo álbum de estudio en español Vivir (1997). La canción fue lanzada como el sencillo principal del álbum por la empresa discográfica Fonovisa el 25 de noviembre de 1996.
La balada fue escrita por el propio artista y producida por el español Rafael Pérez-Botija ya que las expectativas eran más altas para su segundo disco, el sencillo se convirtió en un gran éxito en las listas. La canción fue el segundo en su debut en el número 1 en la lista Billboard Hot Latin Tracks, el primero es "El palo" de Juan Gabriel en 1995.
El tema debutó en la lista Billboard Hot Latin Tracks de Estados Unidos en el número 1 el 1 de febrero de 1997 y pasó doce semanas consecutivas en el n º 1, que cae al número 2 de la semana siguiente y luego el número 24, a finalmente salir de las listas de éxitos en su 14a semana.

## Listas
| Lista (1997)                                  | Máxima posición |
| --------------------------------------------- | --------------- |
| U.S. Billboard Hot Latin Tracks               | 1               |
| U.S. Billboard Latin Pop Airplay              | 1               |
| U.S. Billboard Latin Regional Mexican Airplay | 1               |

### Sucesión en las listas
| Predecesor: Así como te conocí de Marco Antonio Solís | U.S. Billboard Hot Latin Tracks — Sencillo N°. 1 1 de febrero de 1997 - 25 de abril de 1997 | Sucesor: Ya me voy para siempre de Los Temerarios |

| Predecesor: Las cosas que vives de Laura Pausini | U.S. Billboard Latin Pop Airplay — Sencillo N°. 1 8 de febrero de 1997 - 18 de abril de 1997 | Sucesor: Se quiere, se mata de Shakira |

| Predecesor: No puede enamorarme más de Los Tigres del Norte | U.S. Billboard Latin Regional Mexican Airplay — Sencillo N°. 1 (Primera vuelta) 8 de febrero de 1997 - 28 de febrero de 1997 | Sucesor: Juguete de Grupo Límite                  |
| Predecesor: Juguete de Grupo Límite                         | U.S. Billboard Latin Regional Mexican Airplay — Sencillo N°. 1 (Segunda vuelta) 15 de marzo de 1997 - 28 de marzo de 1997    | Sucesor: Ya me voy para siempre de Los Temerarios |

- Datos: Q3724933